# 梅沢富美男
梅沢 富美男（うめざわ とみお、本名：池田 富美男、1950年〈昭和25年〉11月9日 - ）は、日本の俳優、歌手、タレント、コメンテーター、司会者、俳人。大衆演劇「梅沢劇団」第3代座長、株式会社富美男企画代表取締役。青森県西津軽郡深浦町「深浦町観光特使」、同県南津軽郡藤崎町「ふじりんご故郷応援大使」、および、福島県「しゃくなげ大使」を委嘱されている。愛称は「下町の玉三郎」。現在は東京都在住。
妻の池田明子は臨床検査技師、フィトセラピスト（植物療法士）。従甥はバドミントン五輪選手の池田信太郎。従兄は日本画家、東京芸術大学名誉教授の福井爽人。兄は俳優の梅沢武生。息子（前妻との子）は俳優の梅沢清章。現在の妻との間に娘が2人いる。

## 略歴・人物
1939年に旗揚げした剣劇一座「梅沢劇団」の創設者にして、戦前・戦後まもなくの大衆演劇隆盛期のスターであり、浅草「常盤座」などの劇場を満員にした花形役者の父・梅沢清（1909年 - 1983年）と、娘歌舞伎出身の母・竹沢龍千代（1913年 - 1999年）の間に、8人兄弟の五男（第7子）として生まれる。生まれた当時、阪神タイガースの主力選手だった藤村富美男に因んで「富美男」と名付けられた。自身が1歳7ヶ月の時、初舞台を踏む。
富美男が中学校に進学した年（1963年度）に、兄の梅沢武生（2022年1月16日に82歳で死去）
が清から一座を引き継いだ。富美男は当初男役を演じていたが、贔屓にしてもらっていた石ノ森章太郎のリクエストでちあきなおみの「矢切の渡し」を踊ることになり、兄武生の勧めで女形を演じ、そのまま女形に転身する。独学で得た女形の美しさが一躍話題となって「下町の玉三郎」と呼ばれる一座のスターになり、また副座長として兄を支えた。2012年10月に武生から座長を引き継ぎ、武生はその後見に回る。文化人類学者 山口昌男は1981年の東京大学教養学部教養学科 30周年記念連続シンポジウム第4回「芸術の根にあるもの」の席で、「私は今、日本で最高の道化役者を挙げろといわれたら梅沢富美男を躊躇なく挙げる」と絶賛している。
歌手としては、1982年に小椋佳が作詞・作曲を手がけた『夢芝居』が大ヒットしている。翌1983年には同曲で『第34回NHK紅白歌合戦』に初出場。前川清とは公私ともに仲が良く、共演したNHK『ふるさと皆様劇場』は人気シリーズとなっていた。また、舞台でも2005年の新歌舞伎座公演などをともにしており、この年の6月8日にはデュオとして「朝まで踊ろう」をリリースしている。
2000年代以降、バラエティ番組やワイドショーでのコメンテーターとしての出演が増加、前者は特技である料理の腕前を披露することも多い。後者は読売テレビ『情報ライブ ミヤネ屋』の出演依頼がきっかけで、当初依頼が来た際「（自分は）中学しか出ていないから」という理由で断っていたが、同居する義母・義母の妹・お手伝いさんの姿を見て依頼を受けた。「自分の本業は大衆演劇なので、いつ降板依頼が来ても構わない」というスタンスにより、辛辣なコメントを行う。多忙となった現在でも劇団の仕事を優先しており、劇団の地方巡業時はレギュラー番組を欠席している。
2012年5月23日にリリースされた、NHK東日本大震災復興応援ソング『花は咲く』（花は咲くプロジェクト）に、ボーカルとして参加している。
2014年、テレビ朝日系列の長寿番組『徹子の部屋』にて黒柳徹子のプロデュースにより松岡昌宏（TOKIO）、大竹まことと共に『松竹梅』というユニットを結成し、同番組に常連出演している。
2024年11月16日に、第17回日本シューズベストドレッサー賞 シニア部門を受賞する。
2024年8月6日、都内で「からあげクン×こだわり酒場コラボ記念商品発表会」に出演。「1分間で箸をつかって移動したレモンの最多数」でギネス世界記録認定

## エピソードなど
- 石ノ森章太郎とは石ノ森の義母と梅沢の実母が友達だった縁で下積み時代から面倒を見てもらっていた。20代の時に役者としての「壁」を感じてやめることを石ノ森に打ち明けると、石ノ森は「なに生意気なことを言っているんだ。バカ野郎。お前みたいな役者に『壁』はない。何を書いても『仮面ライダー』だ、『サイボーグ009』と一緒だと言われればそれが俺の壁だ。一部の人に認められ小劇団どまりのお前に『壁』はない」といい「お前は売れるから自分で『壁』を作れ」と諭され廃業を翻意した。その後、石ノ森がちあきなおみ『矢切の渡し』で踊ることをすすめ、梅沢が女形をするきっかけを与えることとなった[11]。
- 座長であった兄の梅沢武生が騙され、保証人になったため、何十億円もの借金ができ、その返済の為に親と住む為に富美男が建てた中野新橋のビルと兄の武生が建てた1軒家も借金のカタに処分することになったが、それでもまだ何十億円の借金が残った。 兄の武生が破産宣告さえすれば返済が免除されたのだが、武生がそれを拒んだため、座長になった富美男が2011年から9年間返済を継続的に行い、妻の協力もあって、2020年に返済が全て完了した[12]。
- 梅沢劇団は、歌舞伎演目のパロディー芝居、ミュージカル仕立てのショー、レビューを得意とし、これらに富美男の歌謡ショーを織りまぜた3部構成で舞台が行われている[要出典]。
- 過去、日本中央競馬会 (JRA) の馬主資格を有していたことがあり、代表所有馬にシールビーバック（2005年関東オークス2着）などがいる[要出典]。
- しばしば自らのことを「梅沢さん」と呼ぶ[要出典]。
- ドッキリの仕事は受けないとマネージャーに言い渡しているものの、最近、再び同じような話が舞い込むという。ただし今は仕掛け人側として若手芸人にキレたらどうリアクションをするかという仕事が多いそうである[13]。
- 浮気相手の女性と沖縄県に旅行に行き、妻には名古屋で仕事だと伝えていたものの、沖縄到着後に石垣島付近に台風が接近していることを知り、帰れなくなり舞台に穴を開けることを恐れた梅沢が空港のカウンターに行き「すいません、梅沢富美男ですけど、福岡でも名古屋でも大阪でもどこでもいいですから、俺を乗せて」とお願いしていたところが偶然那覇空港で台風中継をしているアナウンサーの後ろに映り込み、それを偶然見ていた妻に浮気がバレた事がある[14]。
- バラエティー番組ではダウンタウンやくりぃむしちゅーの番組に出演することが多い。
- 2017年に行われた「嫌いな司会者アンケート」では4位にランクインしたが、当時は司会の仕事は一度もやっていなかった。その後司会の依頼を受けている（前述）。

### 趣味嗜好・特技
- モデルガンコレクターである[要出典]。
- 喫煙者であり、近年のたばこ税の増税や禁煙化の風潮は喫煙者いじめであると主張している[15]。
- ネギ・タマネギが大の苦手。理由は、子供の頃に風邪を引いた際に祖母に焼いたネギをガーゼに包んだ物を喉に巻きつけられて、その臭さで大嫌いになった[16]。
- 井上陽水のものまねが得意であると話し、披露したことがある[要出典]。

### 『プレバト!!』関連
- 2018年8月9日と9月27日のMBS『プレバト!!』の名人・特待生限定の俳句タイトル戦において、2連覇を達成した[17][18]。2023年5月11日の「浜田杯」において4年8か月ぶりに優勝を果たした[19]。2023年の炎帝戦において優勝を果たした[20]。2020年5月7日の放送回では永世名人に昇格した[21]。
- 永世名人になって辛いことは、20句で7年もかかると言うのに句集のために毎週俳句を作ることで、嬉しかったことは、子供のファンから毎日15通のファンレターやプレゼントが届くことである。永世名人になるまでに最も大変だったことは、名人10段になってから永世名人になるまでである。今までのやり方では通用しないからとあれこれやっても駄目だったので、俳句が分からなくなったという。夏井いつきとの毒舌なやりとりについては「毒舌でビシッと焦点を突く夏井のセンスは唯一無二のもの。自身の実力は俳句界全体でいったら中学生くらいだからガンガン言っても構わないし、自身も敵役として言い返す」と語っている。それで視聴者から「あのじじい嫌い」とか言われるのは最高の褒め言葉だと述べている[22]。
- 元 日向坂46の佐々木久美が尊敬する俳人に梅沢をあげている[23]。
- 明治図書の令和3年度版『中学国語教科書副教材』に梅沢、横尾渉（Kis-My-Ft2）、皆藤愛子の句が掲載された[24]。
- 2022年5月5日に詠んだ「桜蘂降るハシビロコウ瞬く」が夏井から「素晴らしい気づきな上に読み手である私の血液が綺麗になっていく」と大絶賛された[25]。
- 2022年5月19日、浜田雅功が休みの為、代打MCを梅沢が担当した。自身が披露した俳句「舌先を花山椒に噛まれけり」がボツになり、自らシュレッダーにかける珍事が起こった[26]。
- 2023年3月23日、「湯玉ふつふつ春の厨の砂時計」句で50句目の掲載決定となり、番組史上初の句集完成を果たした[27]。
- MC浜田が現実では病気のため活動休止中の2025年3月13日[注 4]、「春光戦」ファーストステージで2位となり決勝へ進むと、迎えた番組終盤[注 5]の決勝では予選1位となった藤本敏史、予選3位の犬山紙子との三つ巴となった。決勝では「歌舞伎揚」で俳句を詠み、浜田が優勝者を梅沢の名前が書かれてある紙を開いた瞬間、梅沢にとってこれが2年ぶり4度目の栄冠となった。夏井は「竜天に」の季語を「春になると潜んでいた竜も天にのぼる」とした上で、余白を残すことによって「隆盛を祈るご挨拶句。いかにも粋」と称賛した。

## 出演

### テレビドラマ
- 淋しいのはお前だけじゃない（1982年、TBS)

・そして戦争が終わった（1985年TBS）
- 必殺シリーズ（朝日放送・松竹）
  - 必殺仕事人V 第26話（最終話）「主水、下町の玉三郎と出会う」（1985年） - 早変りの梅富 役
  - 必殺仕事人V・激闘編（1985年 - 1986年） - 弐（弐蔵） 役
- 徳川風雲録　御三家の野望（1986年テレビ東京）
- いのち輝くとき（1987年、よみうりテレビ）
- 乱歩賞作家サスペンス「出張の夜」（1989年、関西テレビ）
- 悲しくてやりきれない〜おかしな大追跡!48時間（1992年、TBS）
- 今夜もテレビで眠れない（1995年、TBS）
- 『不思議の国の17歳』（1997年名古屋テレビ）
- 尾張幕末風雲録　維新を動かした男・徳川慶勝（1998年
- 刑事クマさん（1998年、TBS）
- パパはエステシャン（1998年、テレビ愛知）
- 物書同心いねむり紋蔵 第8話「女敵討ちするもしないも」（1998年、NHK総合）
- タオの風
- 連続テレビ小説 あすか（1999年 - 2000年、NHK総合）
- 意地悪ばあさんリターンズ 伝説のばあさんVS湾岸署スリーアミーゴス意地悪バトル（1999年、フジテレビ）
- 恐妻家探偵の事件帖〜殺しのレシピ〜（2000年、フジテレビ）※主演
- HERO（2001年、フジテレビ） - 矢口刑事 役
- HOTELスペシャル2001秋 姉さん!恐怖です（2001年、TBS）
- 花村杏介シリーズ 娘道成寺伝説殺人事件 （2002年、フジテレビ） - 主演・花村杏介/千代丸 役
- 大河ドラマ 利家とまつ〜加賀百万石物語〜（2002年、NHK総合） - 丹羽長秀 役
- 駅前タクシー湯けむり事件案内（2003年、TBS） - 主演・梅沢夢太郎 役
  - 駅前タクシー湯けむり事件案内2（2004年、TBS）
  - 駅前タクシー湯けむり事件案内3（2005年、TBS）
- お祭り弁護士・澤田吾朗4 長崎ランタン祭り連続殺人事件!（2004年、テレビ朝日） - 鬼塚龍太郎 役
- やとわれ女将 菊千代の事件簿2（2005年、TBS） - 鳳雁次郎 役
- デパ地下の女2（2005年、日本テレビ）
- 家族たちの明日〜尼崎列車事故から1年〜失われた平穏な生活の大切さ（2005年、フジテレビ）
- 隣の女〜幽霊屋敷の殺人事件!?（2006年、TBS）
- おみやさん4（2005年、テレビ朝日） - 姫野達夫 役
  - おみやさん5（2006年、テレビ朝日）
  - おみやさん7（2010年、テレビ朝日）
  - おみやさん8（2011年、テレビ朝日）
- 検事・朝日奈耀子 (6) 温かい死体（2008年、テレビ朝日）
- 弁護士高見沢響子 (9)（2008年、TBS） - 武田 役
- シュラバッ!〜女の秘密と遺産バトル〜（2008年10月、CBC）
- 霊能力者 小田霧響子の嘘 第9話（2010年、テレビ朝日） - 東金元吉 役
- 交渉人 遠野麻衣子（2010年6月26日、テレビ朝日） - 戸井田刑事 役
- 悪党〜重犯罪捜査班（2011年、朝日放送・テレビ朝日） - 石黒孝雄 役
- 恋なんて贅沢が私に落ちてくるのだろうか?（2012年、フジテレビTWO） - 宝池勝 役
- 猿飛三世（2012年、NHK BSプレミアム） - 北倉重治 役
- 刑事魂（2012年3月31日、テレビ朝日） - 大滝健 役
- 警視庁機動捜査隊216 (3)（2012年12月24日、TBS） - 島崎昇 役
- お助け屋☆陣八 第10話（2013年、読売テレビ） - 謎の男性客 役
- 警視庁心理捜査官・明日香3（2013年1月7日、TBS） - 三宅泰介 役
- TAKE FIVE〜俺たちは愛を盗めるか〜 第7話（2013年5月31日、TBS） - 大河内銀次郎 役
- だましゑ歌麿III（2013年7月27日、テレビ朝日） - 松平定信 役
- かつお（2013年、NHK総合） - 前島吾郎 役
- だましゑ歌麿IV（2014年　テレビ朝日）松平定信
- お家さん（2014年5月9日、読売テレビ） - 占い師 役
- ナポレオンの村 第3話・第5話・第7話（2015年8月9日・9月6日・9月20日、TBS） - 東山勝己 役
- ハッピー・リタイアメント（2015年10月18日、テレビ朝日） - 小野寺光一 役
- お助け司法書士! 会津若松“後妻業”殺人〜遺産トラブル編〜（2015年12月9日、テレビ東京） - 町田辰哉 役
- マネーの天使〜あなたのお金、取り戻します!〜 第1話（2016年1月7日、読売テレビ） - 100円ショップの店長 役
- 狩矢父娘シリーズ17 京都・開運ツアー殺人事件!（2016年1月30日、テレビ朝日） - 秋山圭祐 役
- 小さな巨人（2017年、TBS） - 富永拓三 役
- 時代をつくった男 阿久悠物語（2017年8月26日、日本テレビ） - 井原高忠 役
- ゼロ 一獲千金ゲーム（2018年、日本テレビ） - 在全無量 役
- ヒーローを作った男 石ノ森章太郎物語（2018年8月25日、日本テレビ） - 医師 役
- ファーストペンギン!（2022年10月5日 - 12月7日 、日本テレビ） - 杉浦久光 役[28][29]
- はれのひ シンデレラ ウェディングドレスを日本へ! ある女性の挑戦（2024年2月24日、読売テレビ・日本テレビ） - 岡部浩史 役[30]
- ブラックペアン シーズン2 第3話（2024年7月21日、TBS） - 水野祐一 役[31]
- 浅草ラスボスおばあちゃん（2025年7月5日 - 、東海テレビ・フジテレビ） - 主演・日向松子 役[32][33]

### 映画
- 修羅がゆく9 北海道進攻作戦（1999年、東映） - 富塚組若頭補佐 白城譲次 役
- 難波金融伝ミナミの帝王 Ver.40劇場版「裏金略奪」（2001、Softgarage）-　大西組長　役
- タナトス（2011年、ユナイテッド・エンタテインメント） - マッハ運送社長 役
- ツレがうつになりまして。（2011年、東映） - 三上隆 役
- HOME 愛しの座敷わらし（2012年、東映） - 石田 役
- 八重子のハミング（2016年） - 榎木貞之 役
- あの人が消えた（2024年、TOHO NEXT） - 梅沢富美男（本人） 役[34]

### バラエティ
- オレたちひょうきん族（1983年10月29日、フジテレビ） - 「ひょうきんベストテン」『夢芝居』
- あなたの町で夢芝居[35]（1990年、NHK総合）
- ふるさと皆様劇場 （1998年 - 2009年、NHK総合・BS2）
- 山田邦子のしあわせにしてよ（TBS）
- 愛する二人別れる二人（フジテレビ）
- 男と女!!雨のち晴（フジテレビ）
- 愛のエプロン（テレビ朝日）
- 美律子・富美男の歌・夢物語（2004年、テレビ大阪）
- 徳光和夫の感動再会"逢いたい"（TBS）
- クイズ!日本語王（2006年、TBS）
- ザ・ジャッジ! 〜得する法律ファイル（2001年10月 - 2004年9月、フジテレビ）
- 情報ライブ ミヤネ屋（2008年4月 - 、読売テレビ）
- スパイスTV どーも☆キニナル!（2009年4月 - 2010年3月、フジテレビ）
- とれたて!美味いもの市（アクセルクリエィション）※テレビショッピング
- スター☆ドラフト会議（2011年4月12日 - 2013年3月5日） - イジリ隊
- ダウンタウンのガキの使いやあらへんで!! 絶対に笑ってはいけない空港24時（2011年12月31日、日本テレビ）
- プレバト!!（2012年10月 - 、毎日放送） - 俳句（特別永世名人）、いけばな（特待生1級）など
- ニッポン・ダンディ（2012年10月 - 2014年3月、TOKYO MX） - 木曜ダンディ
- バラいろダンディ（2014年4月 - 、TOKYO MX） - 木曜ダンディ
- 芸能人格付けチェック（テレビ朝日） - 不定期出演
- Momm!!（TBS） - サポーター（2016年12月13日放送分から）
- 林先生が驚く初耳学!（毎日放送）
- 櫻井・有吉 THE夜会（TBS） - 夜会メンバー
- 踊る!さんま御殿!![36]（日本テレビ）
- 梅沢富美男の歌の二人旅（BS朝日）
- ウラマヨ!（関西テレビ）
- 梅沢富美男と東野幸治のまんぷく農家メシ!（2017年4月4日 - 2022年3月21日 、NHK BSプレミアム）
- 梅沢富美男のズバッと聞きます!（2018年4月 - 2019年9月、フジテレビ） - 司会
- 欽ちゃん&香取慎吾の全日本仮装大賞（日本テレビ） - 第95-99回に審査員として出演
- 日本有線大賞（2017年、TBS）
- レモンサワーでごちそうさま!（BSテレ東）
- バイキング（フジテレビ） - 不定期スタジオ出演[37]
- ヒルナンデス!（日本テレビ） - VTR出演による買い物や体験の不定期企画
- 神業チャレンジ（TBS）
- いくらかわかる金（TBS）

### ラジオ
- 梅沢富美男のだんとつ土曜日 おもしろ大放送!（ニッポン放送）
- 青森発!元気印ラジオ 梅沢富美男のシャキットするべぇ!!（2012年7月 - 、RABラジオ）

### CM
- 佐藤製薬 ユンケルE（1984年）
- PlayStation 4用ゲーム「New みんなのGOLF」（2017年8月）
- 阪九フェリー（2017年9月）
- KDDI『au三太郎シリーズ』auピタットプラン「愛の歌」篇（2017年11月 - 2018年1月） 小林幸子とのデュエットCM楽曲『愛の歌』）[38]
- ライザップ[39]
- サントリー

「こだわり酒場のレモンサワー」（2018年2月27日 - ）単独出演、後に大久保佳代子と共演
「こだわり酒場のタコハイ」（2023年3月7日 - ）田中みな実と共演
- ダイハツ工業「ハイゼットトラック」「こわい父ちゃんに」篇（2018年5月14日 - 2019年11月30日）増田明美と共演
- 東急リバブル（2018年8月）
- ラクス「楽楽清算」（2018年8月）
- 着物の買取専門店 ザ・ゴールド 出張買取篇 （2019年6月1日 - ）
- アフラック生命保険「生きるためのがん保険Day1プラス」（2020年6月）
- Y!mobile「かんたんスマホください！」篇（2020年8月 - 12月）芦田愛菜と共演
- P&G
  - 「アリエールジェルボール3D」「比較体験」篇（2021年5月 - 12月）生田斗真と共演
  - 「ファブリーズ W除菌」（2022年）平野紫耀と共演
- リクルートホールディングス「Airペイ 床屋編」（2021年9月 - 12月）オダギリジョーと共演
- ロート製薬「ハレス」（2021年10月 - ）
- エースコック「飲み干す一杯」（2022年3月11日 - ）
- ローソン
  - 「ソースinからあげクン たっぷりタルタルソース味」（2022年4月 - ）
  - 「ソースinからあげクン コク旨明太マヨネーズ味」（2023年1月 - ） 川栄李奈と共演
- エドワーズライフサイエンス「心臓弁膜症」（2022年5月 - ）
- WIGYUKI「パサラ」（2023年）
- 悠悠ホーム「名医回診」（2024年10月 - ）[41]
- 大阪子育て支援（2024年～）

## NHK紅白歌合戦出場歴
| 年度   | 放送回 | 回 | 曲目   | 出演順 | 対戦相手 |
| ------ | ------ | -- | ------ | ------ | -------- |
| 1983年 | 第34回 | 初 | 夢芝居 | 09/21  | 日野美歌 |

注意点
- 出演順は「出演順/出場者数」で表す。

## ディスコグラフィ

### シングル
| #              | 発売日          | A/B面          | タイトル                    | 作詞            | 作曲           | 編曲            | 規格品番       |
| キングレコード | キングレコード  | キングレコード | キングレコード              | キングレコード  | キングレコード | キングレコード  | キングレコード |
| -------------- | --------------- | -------------- | --------------------------- | --------------- | -------------- | --------------- | -------------- |
| 1              | 1982年 11月21日 | A面            | 夢芝居                      | 小椋佳          | 小椋佳         | 桜庭伸幸        | K07S-361       |
| 1              | 1982年 11月21日 | B面            | 茶々                        | 小椋佳          | 小椋佳         | 星勝            | K07S-361       |
| 2              | 1983年 6月21日  | A面            | 演歌みたいな別れでも        | 中山ラビ        | 小椋佳         | 桜庭伸幸        | K07S-390       |
| 2              | 1983年 6月21日  | B面            | 魔界のチャンプ              | 小椋佳          | 星勝           | 桜庭伸幸        | K07S-390       |
| 3              | 1984年 1月1日   | A面            | キャラバン                  | 小椋佳 南里元子 | 喜多郎         | 星勝            | K07S-500       |
| 3              | 1984年 1月1日   | B面            | 零の世界                    | 茅野遊          | 小椋佳         | 星勝            | K07S-500       |
| 4              | 1984年 6月21日  | A面            | 色が舞う                    | 茅野遊          | 小椋佳         | 桜庭伸幸        | K07S-555       |
| 4              | 1984年 6月21日  | B面            | 香あわせ                    | 辻井喬          | 星勝           | 桜庭伸幸 星勝   | K07S-555       |
| 5              | 1985年 1月1日   | A面            | 恋雪崩                      | 小椋佳          | 趙容弼         | 渡辺博也        | K07S-687       |
| 5              | 1985年 1月1日   | B面            | 業                          | 小椋佳          | 小椋佳         | 桜庭伸幸        | K07S-687       |
| 6              | 1985年 6月5日   | A面            | くちぐせ                    | 杉山政美        | 井上現         | 桜庭伸幸        | K07S-10030     |
| 6              | 1985年 6月5日   | B面            | こんな女と暮らしたい        | 下地亜記子      | 井上現         | 桜庭伸幸        | K07S-10030     |
| 7              | 1985年 10月5日  | A面            | 泣いちゃだめ                | 伊藤アキラ      | 平尾昌晃       | 竜崎孝路        | K07S-10048     |
| 7              | 1985年 10月5日  | B面            | つぐみ                      | 伊藤薫          | 趙容弼         | 星勝            | K07S-10048     |
| 8              | 1986年 3月5日   | A面            | 恋曼陀羅                    | 阿木燿子        | 宇崎竜童       | 柳田ヒロ        | K07S-10080     |
| 8              | 1986年 3月5日   | B面            | 恋扇                        | 伊藤アキラ      | 柳田ヒロ       | 柳田ヒロ        | K07S-10080     |
| 9              | 1986年 10月21日 | A面            | あいそづかし                | 伊藤アキラ      | 三木たかし     | 丸山雅仁        | K07S-10137     |
| 9              | 1986年 10月21日 | B面            | 別離舞                      | 小椋佳          | 小椋佳         | 桜庭伸幸        | K07S-10137     |
| 10             | 1987年 9月21日  | A面            | 愛の夜明け                  | 池田充男        | 伊藤雪彦       | 伊戸のりお      | K07S-10212     |
| 10             | 1987年 9月21日  | B面            | 夜霧の世界                  | 池田充男        | 伊藤雪彦       | 伊戸のりお      | K07S-10212     |
| ポリスター     |                 |                |                             |                 |                |                 |                |
| 11             | 1989年 12月1日  | 01             | 華ざかり                    | 井上香織        | 郭峰           | 川村栄二        | H09C-31010     |
| 11             | 1989年 12月1日  | 02             | 恋心中                      | 荒木とよひさ    | 堀内孝雄       | 川村栄二        | H09C-31010     |
| 12             | 1990年 11月25日 | 01             | 花舞                        | 阿久悠          | 三木たかし     | 若草恵          | PSDC-1014      |
| 12             | 1990年 11月25日 | 02             | つらいね                    | 阿久悠          | 三木たかし     | 若草恵          | PSDC-1014      |
| 13             | 1991年 12月21日 | 01             | こゆき                      | 水木れいじ      | 曽根幸明       | 桜庭伸幸        | PSDC-4001      |
| 13             | 1991年 12月21日 | 02             | 惚れちゃった                | 伊藤薫          | 伊藤薫         | 桜庭伸幸        | PSDC-4001      |
| 14             | 1992年 12月21日 | 01             | 心ゆくまで                  | 小椋佳          | 小椋佳         | 石川鷹彦        | PSDC-4024      |
| 14             | 1992年 12月21日 | 02             | 似た者どうし                | イルカ          | イルカ         | 石川鷹彦        | PSDC-4024      |
| 15             | 1993年 3月25日  | 01             | 孤独の唄                    | 藤子不二雄Ⓐ     | 伊藤薫         | 桜庭伸幸        | PSDC-4028      |
| 15             | 1993年 3月25日  | 02             | ココロの唄                  | 藤子不二雄Ⓐ     | 伊藤薫         | 桜庭伸幸        | PSDC-4028      |
| キングレコード |                 |                |                             |                 |                |                 |                |
| 16             | 1994年 8月24日  | 01             | 思い出温めて                | 大津あきら      | 浜圭介         | 今泉敏郎        | KIDX-175       |
| 16             | 1994年 8月24日  | 02             | いろはにほへと              | 大津あきら      | 浜圭介         | 今泉敏郎        | KIDX-175       |
| 17             | 1996年 3月23日  | 01             | 淋しくてたまらない          | 麻生麗二        | 三木たかし     | 若草恵          | KIDX-249       |
| 17             | 1996年 3月23日  | 02             | 誰かに抱かれたね            | 麻生麗二        | 三木たかし     | 若草恵          | KIDX-249       |
| 18             | 1997年 5月21日  | 01             | 帰りゃんせ                  | 円広志          | 円広志         | 丸本修          | KIDX-317       |
| 18             | 1997年 5月21日  | 02             | 逢いたいよ                  | 円広志          | 円広志         | 丸本修          | KIDX-317       |
| 19             | 1998年 5月22日  | 01             | 恋暦                        | 石原信一        | 円広志         | 矢野立美        | KIDX-384       |
| 19             | 1998年 5月22日  | 02             | たそがれに燃え              | 石原信一        | 円広志         | 矢野立美        | KIDX-384       |
| 20             | 2000年 7月26日  | 01             | からだからだから            | Bro.TOM         | Silky藤野      | 杉山卓夫        | KIDX-545       |
| 20             | 2000年 7月26日  | 02             | 3分待つわ                   | Bro.TOM         | Miss U-SAKU    | 杉山卓夫        | KIDX-545       |
| 徳間ジャパン   |                 |                |                             |                 |                |                 |                |
| 21             | 2004年 6月23日  | 01             | 瞬間を止めて                | 荒木とよひさ    | 都志見隆       | 都志見隆        | TKCA-72683     |
| 21             | 2004年 6月23日  | 02             | 綺麗な言葉で抱いて          | 荒木とよひさ    | 都志見隆       | 川村栄二        | TKCA-72683     |
| 21             | 2004年 6月23日  | 03             | 夢芝居 (New Version)        | 小椋佳          | 小椋佳         | 桜庭伸幸        | TKCA-72683     |
| 22             | 2005年 11月2日  | 01             | 昼顔                        | 松井五郎        | 金田一郎       | 金田一郎        | TKCA-90079     |
| 22             | 2005年 11月2日  | 02             | 劇場                        | 松井五郎        | 金田一郎       | 金田一郎        | TKCA-90079     |
| 23             | 2006年 11月29日 | 01             | 秋蛍                        | 根津洋子        | 金田一郎       | 岩本正樹        | TKCA-90151     |
| 23             | 2006年 11月29日 | 02             | アンニョン ソウル           | 伊藤薫          | 伊藤薫         | 岩本正樹        | TKCA-90151     |
| 24             | 2009年 12月2日  | 01             | あなた                      | 湯川れい子      | JULY           | JULY 伊戸のりお | TKCA-90356     |
| 24             | 2009年 12月2日  | 02             | あなたは何処にもいない      | 湯川れい子      | JULY           | 伊戸のりお      | TKCA-90356     |
| 25             | 2012年 10月3日  | 01             | 白神恋唄                    | 伊藤薫          | 弦哲也         | 伊戸のりお      | TKCA-90502     |
| 25             | 2012年 10月3日  | 02             | 夢芝居 (ニュー・バージョン) | 小椋佳          | 小椋佳         | 伊戸のりお      | TKCA-90502     |
| 26             | 2020年 6月3日   | 01             | ノスタルジア                | 伊藤薫          | 伊藤薫         | 若草恵          | TKCA-91277     |
| 26             | 2020年 6月3日   | 02             | 今日の日を、この時を        | 伊藤薫          | 伊藤薫         | 矢田部正        | TKCA-91277     |

### デュエット・シングル
| 発売日                     | デュエット                 | 曲順                       | タイトル                   | 作詞                       | 作曲                       | 編曲                       | 規格品番                   |
| テイチクエンタテインメント | テイチクエンタテインメント | テイチクエンタテインメント | テイチクエンタテインメント | テイチクエンタテインメント | テイチクエンタテインメント | テイチクエンタテインメント | テイチクエンタテインメント |
| -------------------------- | -------------------------- | -------------------------- | -------------------------- | -------------------------- | -------------------------- | -------------------------- | -------------------------- |
| 2003年 11月21日            | 前川清                     | 01                         | 言えないグッバイ           | もりちよこ                 | 金田一郎                   | 矢野立美                   | TECA-11609                 |
| 2003年 11月21日            | 前川清                     | 02                         | 夢また夢                   | もりちよこ                 | 金田一郎                   | 矢野立美                   | TECA-11609                 |
| 徳間ジャパン               |                            |                            |                            |                            |                            |                            |                            |
| 2005年 6月8日              | 前川清                     | 01                         | 朝まで踊ろう               | 麻こよみ                   | 金田一郎                   | 伊戸のりお                 | TKCA-90058                 |
| 2005年 6月8日              | 前川清                     | 02                         | ふるさと訪ね旅             | 吉幾三                     | 吉幾三                     | 伊戸のりお                 | TKCA-90058                 |

### アルバム

#### オリジナル・アルバム
| 枚             | 発売日         | タイトル       |
| キングレコード | キングレコード | キングレコード |
| -------------- | -------------- | -------------- |
| 1st            | 1982年         | 夢芝居         |
| 2nd            | 1983年         | 暫(SHIBARAKU)  |
| 3rd            | 1984年         | 悟空幻想       |
| 4th            | 1984年         | 色つづり       |
| 5th            | 1985年         | TONKO 壱       |
| ポリスター     |                |                |
| 6th            | 1989年12月1日  | いちにん十色   |
| 7th            | 1992年12月21日 | 歌役者         |

#### ベスト・アルバム
| 枚                               | 発売日         | タイトル                            |
| キングレコード                   | キングレコード | キングレコード                      |
| -------------------------------- | -------------- | ----------------------------------- |
| 1st                              | 1985年11月5日  | 梅沢富美男全曲集                    |
| ポリスター                       |                |                                     |
| 2nd                              | 1991年1月1日   | 梅沢富美男ベスト 花舞〜夢芝居       |
| 3rd                              | 1995年11月25日 | 梅沢富美男ベスト 夢芝居             |
| キングレコード                   |                |                                     |
| 4th                              | 2000年11月22日 | ビッグスター1500シリーズ 梅沢富美男 |
| ポリスター                       |                |                                     |
| 5th                              | 2001年12月19日 | 梅沢富美男 ベスト・セレクション     |
| キングレコード                   |                |                                     |
| 6th                              | 2005年12月7日  | 決定版梅沢富美男                    |
| 7th                              | 2008年10月8日  | 梅沢富美男全曲集 2009               |
| 8th                              | 2009年10月7日  | 梅沢富美男全曲集 2010               |
| 9th                              | 2010年10月6日  | 梅沢富美男全曲集 2011               |
| 10th                             | 2011年10月5日  | 梅沢富美男全曲集 2012               |
| 11th                             | 2012年10月10日 | 梅沢富美男全曲集 2013               |
| 12th                             | 2013年10月9日  | 梅沢富美男全曲集 2014               |
| 13th                             | 2013年10月9日  | 梅沢富美男全曲集 2014               |
| 徳間ジャパンコミュニケーションズ |                |                                     |
| 14th                             | 2013年10月23日 | 梅沢富美男全曲集 〜白神恋唄〜       |
| キングレコード                   |                |                                     |
| 15th                             | 2014年10月8日  | 梅沢富美男全曲集 2015               |
| 16th                             | 2015年10月7日  | 梅沢富美男全曲集 2016               |
| 17th                             | 2016年10月5日  | 梅沢富美男全曲集 2017               |
| 18th                             | 2017年10月11日 | 梅沢富美男全曲集 2018               |
| 19th                             | 2018年10月10日 | 梅沢富美男全曲集 2019               |
| 20th                             | 2019年10月9日  | 梅沢富美男全曲集 2020               |
| 21st                             | 2020年10月7日  | 梅沢富美男全曲集 2021               |
| 22nd                             | 2021年10月6日  | 梅沢富美男全曲集 2022               |
| 23rd                             | 2022年10月5日  | 梅沢富美男全曲集 〜夢芝居〜         |
| 24th                             | 2025年1月1日   | 梅沢富美男全曲集 ～夢芝居～         |

#### ライブ・アルバム
| 枚             | 発売日         | タイトル                     |
| キングレコード | キングレコード | キングレコード               |
| -------------- | -------------- | ---------------------------- |
| 1st            | 1984年         | きわめつけ! 梅沢富美男ライヴ |
| 2nd            | 1984年         | 大當（おゝあたり）           |

### タイアップ一覧
| 楽曲           | タイアップ                                                                   | 収録作品                           |
| -------------- | ---------------------------------------------------------------------------- | ---------------------------------- |
| 夢芝居         | フジテレビ系アニメ『めぞん一刻』挿入歌（第19話Bパート、第78話Aパート）       | シングル「夢芝居」                 |
| 恋曼陀羅       | ABC『必殺仕事人V・激闘編』挿入歌                                             | シングル「恋曼陀羅」               |
| 花舞           | 読売テレビ・日本テレビ系朝の連続ドラマ『いのち草』主題歌                     | シングル「花舞」                   |
| 心ゆくまで     | 新井建設株式会社 CFソング                                                    | シングル「心ゆくまで」             |
| 孤独の唄       | TBS系アニメ『藤子不二雄Ⓐ劇場 笑ゥせぇるすまん スペシャル』オープニングテーマ | シングル「孤独の唄」               |
| ココロの唄     | TBS系アニメ『藤子不二雄Ⓐ劇場 笑ゥせぇるすまん スペシャル』エンディングテーマ | シングル「孤独の唄」               |
| 帰りゃんせ     | 名古屋テレビ ドラマランド11『不思議の国の17歳』主題歌                        | シングル「帰りゃんせ」             |
| 恋暦           | テレビ愛知『パパはエステティシャン』主題歌                                   | シングル「恋暦」                   |
| 朝まで踊ろう   | NHKラジオ放送80周年『NHKユア・ソング』より                                   | デュエットシングル「朝まで踊ろう」 |
| ふるさと訪ね旅 | NHK『ふるさと皆様劇場』エンディングテーマ                                    | デュエットシングル「朝まで踊ろう」 |

## 著書
- “下町の玉三郎”夢芝居（1983年6月1日、有楽出版社）
- 理屈が通る世間はない―僕の体あたり子育て・人育て（2002年2月1日、幻冬舎）
- 艶姿・夢すがた―梅沢富美男・女形写真帳（2002年9月1日、イースト・プレス）
- 梅沢さんちの台所 梅沢富美男愛情レシピ集（2007年12月10日、日東書院本社）
- 梅沢富美男の昼顔劇場（2008年9月10日、日東書院本社）
- 居酒屋 富美男（2008年10月2日、日東書院本社）
- 正論 〜人には守るべき真っ当なルールがある〜（2017年7月6日、ぴあ）
- 富美男の乱（2017年9月25日、小学館）
- 顔で笑って、心で泣いて。 忘れられない母のことば（2018年1月25日、ブックマン社）
- 人生70点主義 自分をゆるす生き方（2021年12月1日、講談社）
- 句集 一人十色（監修：夏井いつき、2023年4月22日[注 6]、ヨシモトブックス、ワニブックス）